# Vintersorg
Vintersorg é uma banda sueca de folk/viking metal com elementos de black metal. Numa tradução literal, o nome da banda  significa "Tristeza de Inverno", e foi retirado da série Isfolket de Margit Sandemo, onde a personagem Vintersorg é o filho de um grande líder pagão.
Nos primeiros três álbuns da banda, Vargher (Marcus E. Norman) - também em Havayoth, Naglfar e Ancient Wisdom - foi responsável pela programação da bateria. De acordo com uma entrevista, Vintersorg (Andreas Hedlund) costumava cantar a linha da bateria para Vargher que as transcrevesse. Em Cosmic Genesis, Vintersorg programou a bateria sozinho.
As letras remetem a assuntos como paganismo, natureza, astronomia, ciência e filosofia.

## História
O projeto começou com uma banda completa chamada Vargatron (O trono do Lobo) em 1994, com a intenção de levar o black metal a novas dimensões. O objetivo era misturar um vocal limpo, guitarras acústicas e riff's pesados.
Depois de muitas mudanças na formação da banda o projeto foi arquivado em 1996. O vocalista e guitarrista, Vintersorg, decidiu continuar sozinho a banda tocando também os demais instrumentos.
O Ep Hedniskhjärtad, lançado no verão de 1998, foi o resultado. E mais tarde no mesmo ano o álbum Till Fjälls atingiu relativo sucesso. A paixão de Vintersorg pela música folk ficou evidente e ficou ainda mais exposta no álbum Ödemarkens Son, lançado em 1999.
Para o lançamento de Cosmic Genesis, Vintersorg procurou explorar novos ambientes para continuar sua jornada. Uma atmosfera mais penumbrosa e progressiva foi abordada, assim como uma nova variedade de estilos vocais e arranjos, mas sem nunca esquecer a velha essência.  Nesse período um segundo guitarrista, Mattias Marklund, se juntou à banda como membro integral.
Os álbuns Visions from the Spiral Generator e The Focusing Blur possuem uma aura mais progressiva e melódica, atingindo um aspecto mais vasto, ainda há muita atitude de uma banda de metal, mas foi projetado através de uma energia mais sofisticada e complexa. Inspirado no tema Cosmos. Grandes mestres como Asgeir Mickelson e Steve DiGiorgio se sentiram atraídos a completar as visões artísticas do Vintersorg.
O álbum intitulado Jordpuls, traz de volta os elementos musicais que tornaram famoso o projeto - como vocais em sueco - que eram integralmente contidos nos álbuns anteriores ao Cosmic Genesis.

## Formação

### Formação atual
- Vintersorg (Andreas Hedlund) - vocais, guitarra, baixo, teclado e programação (1994-presente)
- Mattias Marklund  -  guitarras (1999-presente)

### Participações
Ao vivo
- Nils Johansson  -  teclado, programação (1998-presente)
- Johan Lindgren  -  baixo  (2004-presente), baixo em Solens rötter
- Benny Hägglund - bateria  (2009-presente)
- Tyr (Jan Erik Torgersen) - baixo  (2003-2004)
- Andreas Stenlund  - guitarra (2001-2002)

Em estúdio
- Vargher – teclado em Hedniskhjärtad, Till fjälls e Ödemarkens son
- Cia Hedmark – vocais femininos em Hedniskhjärtad, Till fjälls e Ödemarkens son, e violino em Ödemarkens son, vocais femininos em Norrskenssyner.
- Andreas Frank – solo de guitarra em  "För kung och fosterland" & "Asatider" no Till fjälls
- Nisse Johansson – teclados adicionais em Till fjälls e sintetizador analógico, edição de loop em Visions from the Spiral Generator e hammond em "Universums dunkla alfabet"
- Steve DiGiorgio - baixo em Visions from the Spiral Generator e The Focusing Blur
- Asgeir Mickelson - bateria em Visions from the Spiral Generator e The Focusing Blur
- Lars Are Nedland - órgão hammond em Visions from the Spiral Generator e órgão hammond, vocais, e composições em The Focusing Blur

## Discografia
- Hedniskhjärtad, (EP 1998)
- Till Fjälls (1998)
- Ödemarkens Son (1999)
- Cosmic Genesis (2000)
- Visions From The Spiral Generator (2002)
- The Focusing Blur (2004)
- Solens Rötter (2007)
- Jordpuls (2011)
- Orkan (2012)
- Naturbål (2014)
- Till fjälls, del II (2017)